# An Arabian Tragedy
Pour plus de détails, voir Fiche technique et Distribution.
An Arabian Tragedy est un film américain sorti en 1912, réalisé à Louxor, en Égypte, durant l'hiver 1912 par Sidney Olcott, avec Robert G. Vignola et Gene Gauntier dans les rôles principaux.

## Fiche technique
- Réalisation : Sidney Olcott
- Scénario : Gene Gauntier
- Production : Kalem
- Directeur de la photo : George K. Hollister
- Décors : Allen Farnham
- Longueur : 317 m
- Date de sortie : 1912
- Distribution : General Film Company

## Distribution
- Robert G. Vignola : Ayub Kashif
- Gene Gauntier : Fatima
- Alice Hollister : Hanifi, son esclave
- George Hollister Jr : Kafur, le fils d'Ayub et Fatima